# スウェーデン語のsj音
スウェーデン語のsj音（スウェーデンごのエスジェーおん、スウェーデン語: sj-ljudet）は、スウェーデン語に特徴的な子音であり、正書法上 sj と記される無声摩擦音のことである。国際音声記号にはこの音を表すための専用の記号 [ɧ] が存在する。
スウェーデン語の話者にとっては珍しい音ではないが、この音がどのように調音されているかは、音声学者の記述がかならずしも一致しない。

## 音声
国際音声学会ではこの音を「ʃ と x の同時調音」(simultaneous ʃ and x) としているが、2か所で摩擦が起きるというのは不自然であり、実際にこのような調音がされることがあるとは考えにくい。
『IPAハンドブック』でオッレ・エングストランドはこの音を無声舌背・硬口蓋／軟口蓋摩擦音(voiceless dorso-palatal/velar fricative)としている。
実際の発音は地理的および社会的方言によって異なる。ピーター・ラディフォギッドとイアン・マディソンによる Per Lindblad の記述の再解釈によると、[ɧ] は実際には以下のふた通りの発音がよく現れるという。
1. 軟口蓋化した無声唇歯摩擦音で、さらに円唇性をもち、上唇は突きだしている。
2. 無声軟口蓋摩擦音だが、[x] にくらべて摩擦が弱く、かつ少し前寄りかもしれない。

前者の場合、カタカナで表記するとファ行に近く聞こえる。

## 表記
スウェーデン語の正書法上は sj のほかに skj, stj, sch, ti（一部）, sk（前舌母音の前）などとも記される。綴りの種類が多いのは歴史的にいくつかの異なる音に由来することと、借用語において /ʃ/ をこの音で受け入れたことに起因する。

## 早口言葉
[ɧ] を多く使った文として、以下のものが有名である（下線部が [ɧ]。よく似たいくつかの変種がある）。
Sjuttiosju skönsjungande sjuksköterskor skötte sju sjösjuka sjömän på skeppet till Shanghai.
（77人の歌のうまい看護婦が上海行きの船の上で7人の船酔いした船員を看護した）